# The Swinging Blue Jeans
The Swinging Blue Jeans – brytyjska grupa muzyczna założona w 1958 w Liverpoolu i rozwiązana w roku 1968. Później kilka razy wznawiała i zawieszała swoją działalność, zmieniając nazwę.
Pierwotna (do 1962 roku) nazwa grupy brzmiała The Bluegenes. Pierwotny skład grupy tworzyli Ray Ennis, Ralph Ellis, Les Braid, właśc. William Leslie Braid, Norman Kuhlke. Najpopularniejszymi piosenkami, które wykonywali były: „Hippy Hippy Shake”, „You’re No Good”, „Don't Make Me Over”, „Good Golly Miss Molly”.